# Ельцова, Марина Алексеевна
Марина Алексеевна Ельцова (род. 4 февраля 1970 года, Ленинград) — советская и российская фигуристка выступавшая в парном катании. В паре с Андреем Бушковым — чемпионка мира 1996 года, двукратная чемпионка Европы 1993 и 1997 года, трёхкратная чемпионка России. В настоящее время живёт в США, где работает тренером по фигурному катанию на арене «Pepsi Ice Midwest» и косметологом.
Первый успех пришёл к 17-летней Марине на Кубке СССР в Омске в апреле 1987, где она в паре с алма-атинцем Сергеем Зайцевым заняла третье место, в следующем году успех был повторен в Волгограде. С 1990 — в паре с А.Бушковым.
Пара Ельцова — Бушков побеждала благодаря сложнейшими элементам парного катания — прыжкам тройной тулуп и двойной аксель, комбинации тройная подкрутка — шаги — выброс двойной аксель, сложной поддержке-лассо на одной руке в три оборота со спуском на одной руке.
Наиболее успешным для пары стало выступление на чемпионате мира в 1996. В короткой программе с тремя незначительными помарками, в том числе потерю равновесия на приземлении с тройного тулупа, заняли второе место. В сложной произвольной программе сделали тройной тулуп и два двойных акселя (один в каскаде), два тройных выброса (один с касанием рукой) и сложную поддержку лассо-аксель со спуском на одной руке. В острейшей конкуренции победитель определялся по вторым и более высоким судейским местам, Ельцовой-Бушкову такие места дали 6 судей, а паре Ветцель-Штойер — 5, преимущество в один голос позволило паре выиграть.
Участвовали в зимних Олимпийских играх 1998 года и заняли там 7-е место. В короткой программе Андрей ошибся на тройном тулупе, а в произвольной также на тройном тулупе и сделал одинарный аксель вместо двойного, при этом австралийский судья поставил пару на третье место. На чемпионате России 1999 года стали только 4-ми, не попали в сборную страны и, завершив любительскую карьеру, уехали в США.

## Спортивные достижения
(с А.Бушковым)
| Соревнования               | 1990—1991 | 1991—1992 | 1992—1993 | 1993—1994 | 1994—1995 | 1995—1996 | 1996—1997 | 1997—1998 | 1998—1999 |
| -------------------------- | --------- | --------- | --------- | --------- | --------- | --------- | --------- | --------- | --------- |
| Зимние Олимпийские игры    |           |           |           |           |           |           |           | 7         |           |
| Чемпионаты мира            |           |           | 6         | 3         | 4         | 1         | 2         | 6         |           |
| Чемпионаты Европы          |           |           | 1         |           | 4         | 4         | 1         | WD        |           |
| Чемпионаты России          |           |           | 1         | 4         | 1         | 2         | 1         | 1         | 4         |
| Чемпионаты СССР            | 4         | 3         |           |           |           |           |           |           |           |
| Финалы Гран-при            |           |           |           |           |           | 2         | 3         |           |           |
| Cup of Russia              |           |           |           |           |           |           | 2         | 1         | 5         |
| Trophee Lalique            |           |           |           | 2         | 1         |           |           |           | 3         |
| Skate America              | 1         |           | 1         |           | 1         | 1         |           | 1         |           |
| Skate Canada International |           | 3         |           |           |           |           | 2         |           |           |
| Nations Cup                |           |           |           |           |           | 1         | 2         |           |           |
| NHK Trophy                 | 4         | 3         | 2         |           | 1         |           |           |           |           |
| Зимние Универсиады         | 1         |           |           |           |           |           |           |           |           |

- WD = снялись с соревнований

(с С. Зайцевым)
| Соревнования                     | 1988—1989 |
| -------------------------------- | --------- |
| Зимняя Универсиада               | 3         |
| Skate America                    | 2         |
| Приз газеты «Московские новости» | 3         |